# جامع مصطفى بك (خانقين)
جامع مصطفى بك من مساجد العراق الأثرية التراثية، ويقع في قضاء خانقين التابع إلى محافظة ديالى، شيد الجامع في داخل السوق القديم عام 1308هـ/1891م، وبني على نفقة المتبرع مصطفى بك، وهو أحد الضباط الأتراك في جيش الدولة العثمانية، وتبلغ مساحة الجامع أكثر من 500م2، وفيهِ حرم واسع يتسع لأكثر من 800 مصل، وهو الآن من مقرات الافتاء الإسلامي في خانقين، ونظراً لكثرة الأشخاص المراجعين من السائلين، فإن بابه يبقى مفتوحاً طوال اليوم. يقع جامع مصطفى بك في وسط سوق المدينة خانقين، في مدخل محلة حاجي محلة.
وفوق المبنى منارة مئذنة عالية مصنوعة من برج مصنوع من الحديد.
وفي عام 1428هـ/2007م، أجريت عليهِ أعمال الصيانة والتعمير واعيد تشييدهُ من قبل ديوان الوقف السني في العراق.
وتقام فيهِ حالياً صلاة الجمعة والصلوات الخمس المكتوبة.